# Erich Maria Remarque
Erich Maria Remarque, pseudónimo de Erich Paul Remark (/rəˈmɑːrk/ Osnabrück, 22 de junho de 1898 — Locarno, 25 de setembro de 1970) foi um escritor, dramaturgo e roteirista alemão.
Seu livro, Nada de Novo no Front (1928), baseado em suas experiências no Exército Imperial Alemão, durante a Primeira Guerra Mundial, tornou-se um sucesso de vendas em vários países, inaugurando um novo gênero literário. Foi adaptado várias vezes para o cinema. A temática anti-guerra de Remarque levou o livro a ser considerado "antipatriótico" pelo ministro da propaganda nazista, Joseph Goebbels. O sucesso de sua obra possibilitou que ele se mudasse para a Suíça e depois para os Estados Unidos, onde se tornou cidadão naturalizado.

## Biografia
Remarque nasceu em 1898, como Erich Paul Remark, em Osnabrück, na antiga Prússia. Era filho de Peter Franz Remark e de Anna Maria Stallknecht, uma família católica da classe trabalhadora. Nunca foi próximo de seu pai, um encadernador, mas era próximo de sua mãe e começou a usar o nome do meio Maria após a Primeira Guerra Mundial em sua homenagem. Remarque foi o terceiro dos quatro filhos de Peter e Anna. Seus irmãos eram sua irmã mais velha Erna, o irmão mais velho Theodor Arthur (que morreu aos cinco ou seis anos) e a irmã mais nova Elfriede.
A pronúncia de seu sobrenome mudou para Remarque quando seu livro Nada de novo no front foi publicado em homenagem a seus ancestrais franceses e de maneira a dissociar seu nome de seu primeiro livro Die Traumbude. Seu avô mudou a grafia de Remarque para Remark no século XIX. Seus ancestrais franceses incluíam seu bisavô Johann Adam Remarque, nascido em 1789, o que contraria a falsa propaganda nazista de que seu sobrenome original era Kramer (Remark de trás para frente) e de que ele seria judeu.

## Serviço militar
Durante a Primeira Guerra Mundial, Remarque foi convocado para servir no Exército Imperial Alemão, com apenas 18 anos. Em 12 de junho de 1917, ele foi transferido para o Fronte Ocidental, 2ª Companhia de Reservistas, depósito de campo da 2ª Divisão de Guardas de Reserva, em Hem-Lenglet. Em 26 de junho de 1917, ele foi alocado no 15º Regimento de Infantaria Reserva da 2ª Companhia, e lutou nas trincheiras entre Torhout e Houthulst. Em 31 de julho de 1917, ele foi ferido por estilhaços de granada na perna esquerda, braço direito e pescoço e, após ser evacuado clinicamente do campo, foi repatriado para um hospital do exército na Alemanha, onde se recuperou dos ferimentos. Em outubro de 1918, ele foi chamado de volta ao serviço militar, mas o armistício da guerra um mês depois pôs fim à sua carreira militar.

## Pós-guerra
Após a guerra, ele continuou os estudos para professor e trabalhou a partir de 1º de agosto de 1919 como professor de escola primária em Lohne, na época no condado de Lingen, agora no condado de Bentheim. A partir de maio de 1920 trabalhou em Klein Berssen no antigo condado de Hümmling, agora Emsland, e a partir de agosto de 1920 em Nahne, que faz parte de Osnabrück desde 1972. Em 20 de novembro de 1920, ele pediu licença da carreira.
Ele trabalhou em vários empregos diferentes nesta fase de sua vida, incluindo bibliotecário, empresário, jornalista e editor. Seu primeiro trabalho remunerado como redator foi como redator técnico da Continental Rubber Company, uma fabricante alemã de pneus.

## Carreira literária
Remarque fez suas primeiras tentativas de escrever aos 16 anos. Entre eles estavam ensaios, poemas e o início de um romance que foi concluído posteriormente e publicado em 1920 como The Dream Room (em alemão Die Traumbude). Entre 1923 e 1926 ele também escreveu uma série de quadrinhos, Der Contibuben, desenhado por Hermann Schütz, publicado na revista Echo Continental, publicação da empresa de borracha e pneus Continental&AG.
Depois de voltar da guerra, as atrocidades dos conflitos, juntamente com a morte de sua mãe, causaram-lhe muitos traumas mentais e sofrimento. Anos depois, como escritor profissional, passou a usar "Maria" como nome do meio em vez de "Paul", para homenagear sua mãe. Ao publicar Nada de novo na Frente Ocidental, ele teve seu sobrenome revertido para uma grafia anterior de Remark para Remarque para dissociar-se de seu primeiro romance.
Em 1929, publicou o seu trabalho mais famoso Im Westen nichts Neues (A oeste nada de novo em Portugal e Nada de novo no front no Brasil). Escreveu mais alguns livros de conteúdo semelhante, numa linguagem simples e emotiva, que descrevia a guerra e o pós-guerra.
Em 1933, os nazistas baniram e queimaram seus livros. A propaganda do partido afirmava que ele era descendente de judeus franceses, e que o seu verdadeiro nome era Kramer (o seu nome original lido de trás para a frente).
Viajou para a Suíça, em 1931, e em 1939 emigrou para os Estados Unidos, com a sua primeira esposa, Ilsa Jeanne Zamboui, com quem se casou e divorciou duas vezes. Tornaram-se cidadãos estadunidenses em 1947. Por fim, casou com a atriz Paulette Goddard, em 1958, e permaneceram casados até à data da sua morte em 1970, na Suíça.
A obra Die Nacht von Lissabon (1963) é um livro autobiográfico, pois acompanha a vida de um casal que busca fugir das forças nazistas, e se passa em grande parte nos países em que Erich Maria Remarque  viveu pessoalmente, com sua primeira mulher, até se exilar nos Estados Unidos. O livro se baseia apenas parcialmente em fatos de sua vida, mas mostra um profundo conhecimento sobre formas de sobrevivência em campos de concentração, em pequenos hotéis, viagens de trem, adotadas por emigrantes em sua constante fuga do regime nazista, como também de adoção de identidade alheia, através de falsificação de passaportes e vistos de viagem, até a saída da Europa por Lisboa. A fuga por Lisboa vem a ser o tema central dessa novela, que alia o enredo de ação a fortes características humanistas e psicológicas e de ataque ao brutal regime nazista.

## Morte
Remarque morreu em 25 de setembro de 1970, aos 72 anos, em Locarno, na Suíça, devido à uma insuficiência cardíaca. Ele foi sepultado no Cemitério Ronco, em Ticino, na Suíça.

## Cinema
Nada de novo no front foi adaptado para o cinema pela primeira vez em 1930, com o título All Quiet on the Western Front, Sem Novidade no Front no Brasil.O filme é estrelado por Louis Wolheim, Lew Ayres, John Wray, Arnold Lucy e Ben Alexander e foi produzido pelos estúdios Universal. Naquele ano, o longa foi indicado a quatro categorias do Oscar: Melhor filme, Melhor Diretor (para Lewis Mileston), Melhor Roteiro Adaptado e Melhor Fotografia, vencendo as duas primeiras categorias citadas.
Um remake do filme de 1930 foi produzido pela CBS em 1979. Filmado na então Checoslováquia, o filme foi produzido por Delbert Mann e estrelava Richard Thomas (da série "Os Waltons") como Paul Bäumer e Ernest Borgnine como Kat.
Em 2022, a Netflix lançou o filme homônimo inspirado no livro Nada de novo no front. A obra cinematográfica estreou na plataforma em 29 de setembro de 2022. É a primeira adaptação cinematográfica utilizando a língua alemã. Tendo sido dirigida por Edward Berger, estrelado por Felix Kammerer, Albrecht Schuch, Daniel Brühl, Sebastian Hülk, Aaron Hilmer, Edin Hasanovic e Devid Striesow. O longa foi indicado a sete Oscar da Academia, tendo ganhado os prêmios de melhor filme estrangeiro, melhor direção de arte, melhor trilha sonora e melhor fotografia.

## Obras
- Die Traumbude, (1920)
- Brasil: Nada de Novo no Front / Portugal: A Oeste Nada de Novo - no original Im Westen nichts Neues, (1929)
- Der Weg zurück, (1931)
- Drei Kameraden, (1937)
- Liebe deinen Nächsten, (1941)
- Arco do Triunfo - no original Arc de Triomphe, (1946)
- Der Funke Leben, (1952)
- Tempo para Amar e Tempo para Morrer, Publicações Europa-América, tradução de Isabel de Nóbrega - no original Zeit zu leben und Zeit zu sterben, (1954)
- O Obelisco Negro - no original Der schwarze Obelisk, (1956)
- Die letzte Station, (1956)
- Der Himmel kennt keine Günstlinge (1961)
- Uma Noite em Lisboa - no original Die Nacht von Lissabon, (1963)
- Schatten im Paradies (publicado postumamente em 1971)